# Miles Millar
Miles Millar (født ca. 1967) er en amerikansk film- og tv-producer. Hans er mest kendt for at have skabt tv-serien Smallville sammen med Alfred Gough. Millar har også været manuskriptforfatter på en række film, blandt andre var han med til at forfatte manuskripterne til Spider-Man 2 og Herbie for fuld udblæsning!, samt Shanghai Noon og Shanghai Knights med Jackie Chan og Owen Wilson i hovedrollerne.